# Paul Birch (scrittore)
Paul Birch (Gran Bretagna, 25 maggio 1956 – 4 luglio 2012) è stato uno scrittore e divulgatore scientifico britannico.
Originariamente ingegnere e scienziato, ha lavorato nei settori della radioastronomia e delle comunicazioni satellitari.

## Biografia
Borsista della British Interplanetary Society, ha lavorato in particolare sugli anelli orbitali. Oggi è principalmente noto per i suoi studi sulla terraformazione di Venere e di Marte.